# Juan Gutiérrez Acosta
Juan Guillermo Gutiérrez Acosta (* 21. Juni 1964 in Santiago de Chile), auch bekannt unter dem Spitznamen El Venado (dt. Der Hirsch), ist ein ehemaliger chilenischer Fußballspieler auf der Position des Torwarts.

## Karriere
„Venado“ Gutiérrez begann seine Profikarriere bei Chiles erfolgreichstem und populärsten Verein CSD Colo-Colo, bei dem er von 1982 bis 1988 unter Vertrag stand. Mit dem chilenischen Rekordmeister gewann er 1983 und 1986 den Meistertitel der chilenischen Profiliga.

## Erfolge
- Chilenischer Meister: 1983, 1986
- Chilenischer Pokalsieger: 1985, 1988